# W sprawie szkół ludowych na Szląsku
W sprawie szkół ludowych na Szląsku (kilka uwag dla nauczycieli) – broszura autorstwa Józefa Ignacego Kraszewskiego. Została napisana z inicjatywy Jerzego Kotuli, cieszyńskiego księgarza, który wydał ją w październiku 1879 roku. Kotula napisał również wstęp do broszury. Znalazł się w niej także życiorys Kraszewskiego pióra Feliksa Kozubowskiego.